# Gabriella Hamberg
Gabriella Hamberg coniugata Sutro (1965) è un'ex sciatrice alpina svedese.

## Biografia
Specialista delle prove veloci, la Hamberg vinse la medaglia d'oro nella discesa libera ai Campionati svedesi nel 1983 e in seguito gareggiò nel circuito universitario (NCAA) e in quello professionistico (Pro Tour) nordamericani. Non prese parte a rassegne olimpiche né ottenne piazzamenti in Coppa del Mondo o ai Campionati mondiali.

## Palmarès

### Campionati svedesi
- 1 oro (discesa libera nel 1983)[1]